# 七十二字母神名

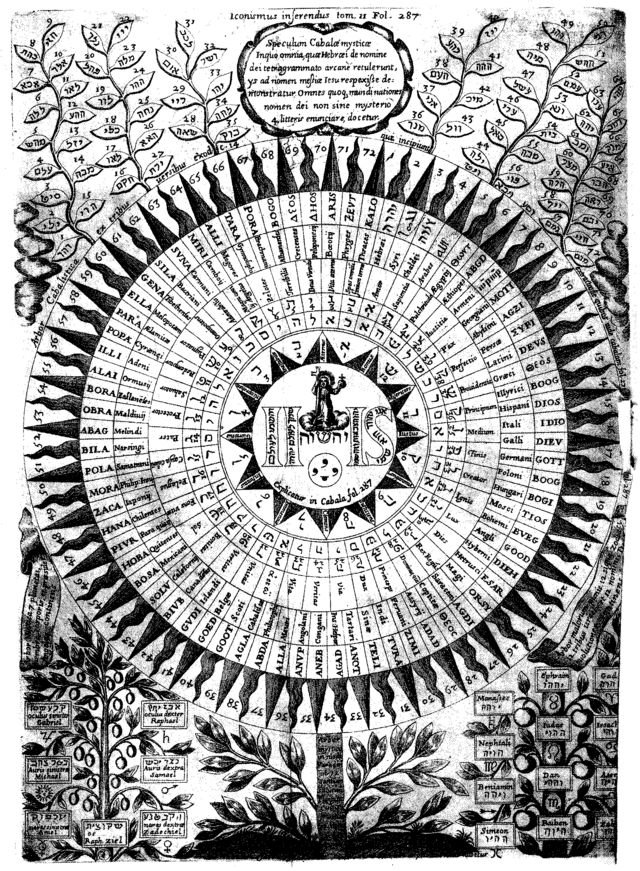
一幅列出上帝七十二聖名的基督教圖解，IHS代表「耶穌」。出自阿塔納斯·珂雪的埃及學著作《埃及的俄狄浦斯》（"Oedipus Aegyptiacus"）。

七十二字母神名（希伯來語：‎）源於一種他拿念術語，描述隱祕於卡巴拉（也包括基督教卡巴拉與赫密士卡巴拉）之中的上帝聖名，同時也存在於更多主流的猶太教論述裡。它可以由4、12、22、42或72個字母組成，其中72個字母組成的則最為常見。